# 哈默冰川
哈默冰川（英語：Harmer Glacier），是南極洲的冰川，位於南喬治亞島南部，全長6公里，發源自斯塔巴克峰，終點在蘭維克灣以北，由英國南極名稱諮詢委員會命名，現時由英國海外領土管轄。